# バリオテッサー
バリオテッサー（Vario-Tessar ）はカール・ツァイスの写真レンズでズームレンズに使われるブランドのひとつ。

## 概要
バリオゾナーと並び、京セラのコンパクトカメラやソニーのデジタルカメラ、サイバーショットシリーズの小型・薄型機種、高倍率ズーム機種、Eマウントを採用したα NEXに採用されている。

## 製品一覧

### 京セラTシリーズ用
- バリオテッサー28-70mmF4.5-8（2002年） - T zoomに内蔵。

### 京セラコンタックス用
- バリオテッサー5.8-17.4mmF2.8-4.7（2003年） - ライカ判換算38-115mm。コンタックスSL300R T*、コンタックスU4Rに内蔵。

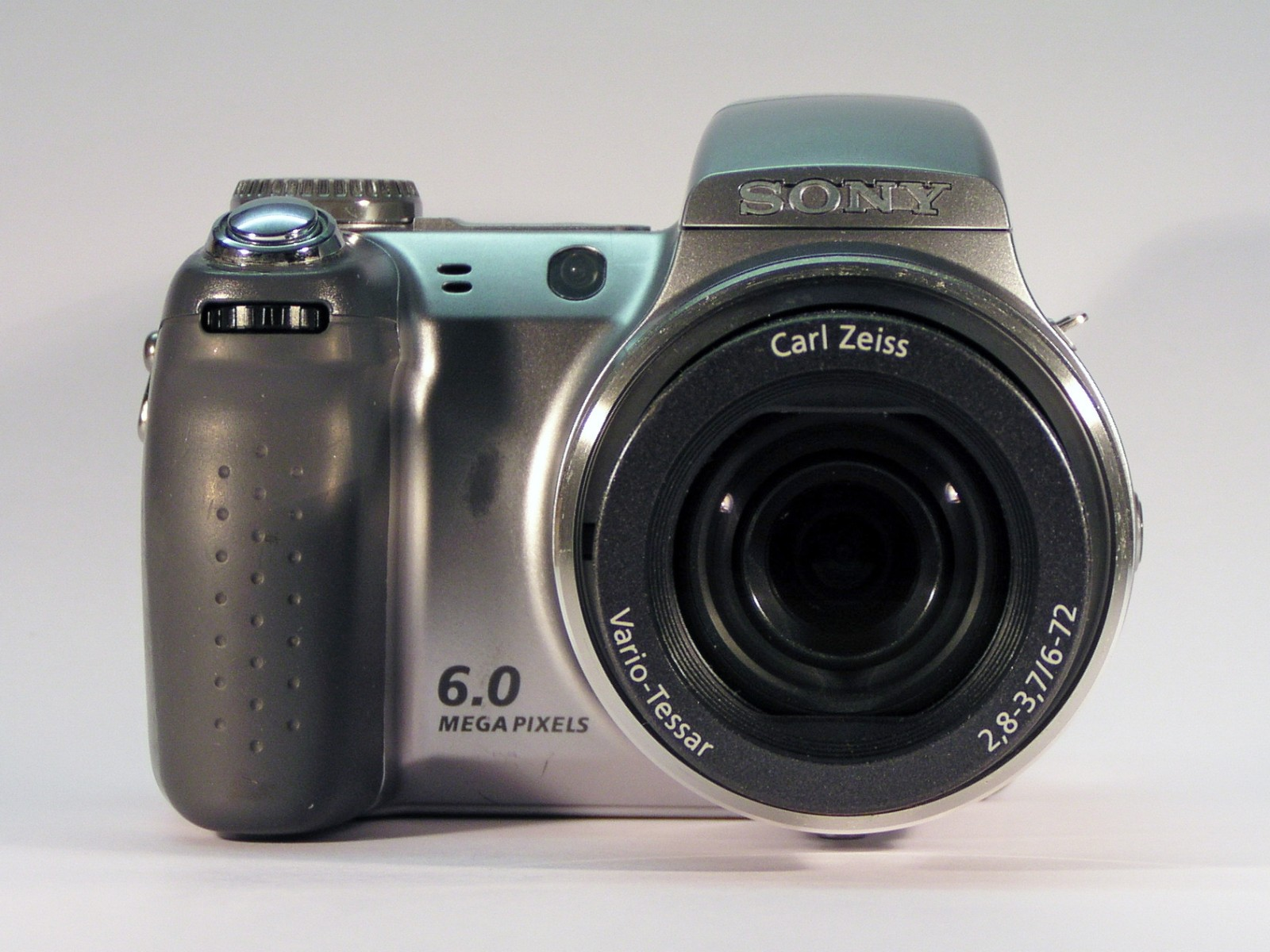
DSC-H2

### ソニーサイバーショット用
- バリオテッサー5.1-15.3mmF2.8-5.1（2004年） - ライカ判換算32-96mm。DSC-L1、DSC-S40に内蔵。
- バリオテッサー5.2-78mmF2.7-4.5（2007年） - ライカ判換算31-465mm。DSC-H7に内蔵。光学式手ぶれ補正対応。
- バリオテッサー5.8-17.4mmF2.8-5.2（2007年） - ライカ判換算35-105mm。DSC-W80に内蔵。光学式手ぶれ補正対応。
- バリオテッサー5.8-29.0mmF3.5-4.4（2007年） - 。ライカ判換算35-175mm。DSC-T100、DSC-T200に内蔵。光学式手ぶれ補正対応。
- バリオテッサー6-72mmF2.8-3.7（2006年） - ライカ判換算36-432mm。DSC-H5に内蔵。光学式手ぶれ補正対応。
- バリオテッサー6.3-18.9mmF2.8-5.2（2006年） - ライカ判換算38-114mm。DSC-W30、DSC-W35、DSC-W50に内蔵。
- バリオテッサー6.3-63mmF3.5-4.4（2007年） - ライカ判換算38-380mm。DSC-H3に内蔵。光学式手ぶれ補正対応。
- バリオテッサー6.33-19.0mmF3.5-4.3（2005年） - ライカ判換算38-114mm。DSC-T9、DSC-T10、DSC-T20、DSC-T30、DSC-T50、DSC-T70、DSC-G1に内蔵。光学式手ぶれ補正対応。
- バリオテッサー6.33-19.0mmF3.5-4.4（2005年） - ライカ判換算38-114mm。DSC-T5、DSC-T7、DSC-M2に内蔵。
- バリオテッサー6.7-20.1mmF3.5-4.2（2004年） - ライカ判換算38-114mm。DSC-F88に内蔵。
- バリオテッサー6.7-20.1mmF3.5-4.4（2003年） - ライカ判換算38-114mm。DSC-T1、DSC-T3、DSC-T11、DSC-T33、DSC-M1に内蔵。
- バリオテッサー7.6-22.8mmF2.8-5.5（2007年） - ライカ判換算35-105mm。DSC-W200に内蔵。光学式手ぶれ補正対応。
- バリオテッサー7.9-23.7mmF2.8-5.2（2004年） - ライカ判換算38-114mm。DSC-P100、DSC-P150、DSC-P200、DSC-W1、DSC-W5、DSC-W7に内蔵。
- バリオテッサー7.9-23.7mmF2.8-5.4（2005年） - ライカ判換算38-114mm。DSC-N1、DSC-N2に内蔵。

### ソニーハンディカム用

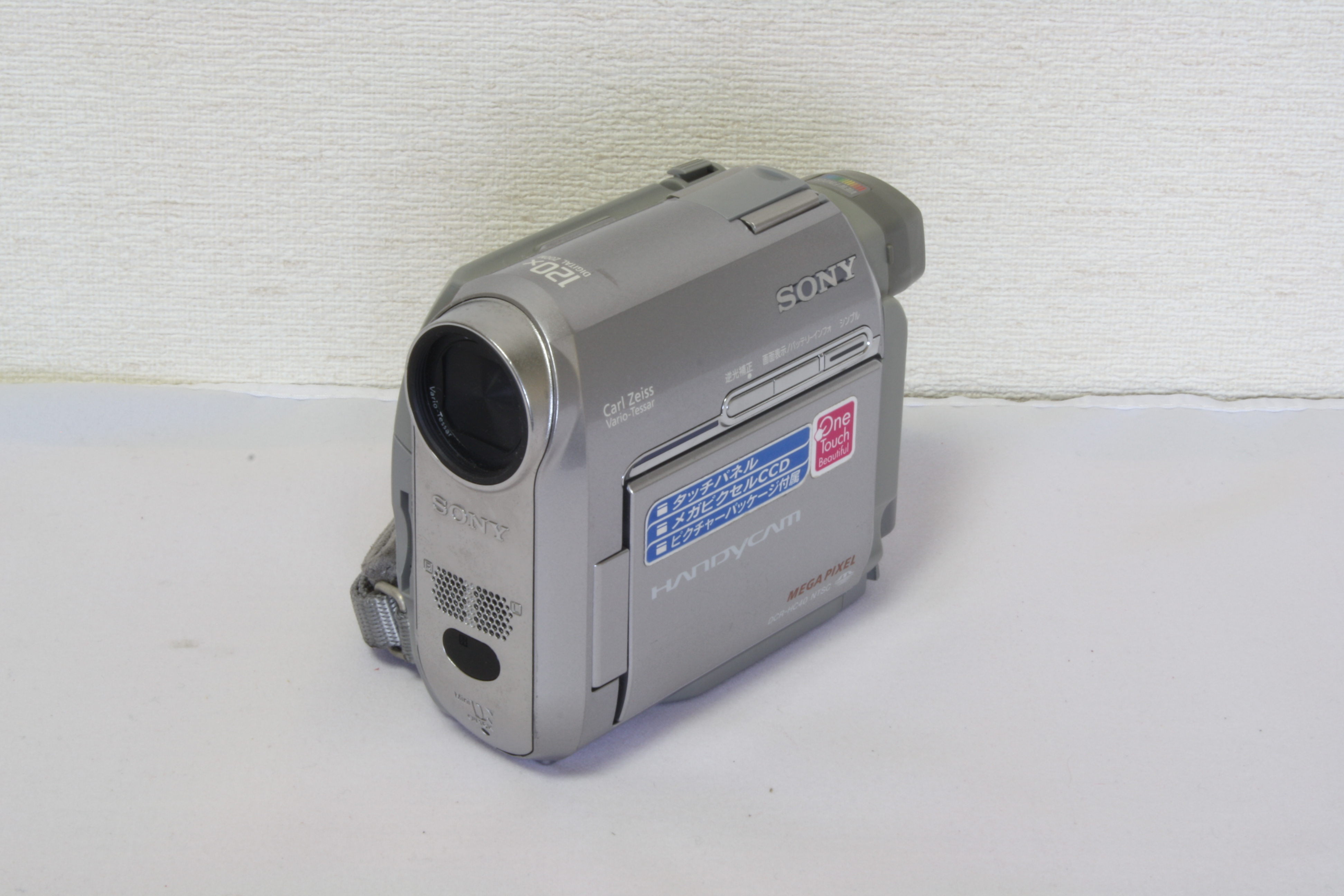
DCR-HC40

- バリオテッサー2.3-23mm F1.7-2.2（2005年） - ライカ判換算44-440mm。DCR-PC55に内蔵。
- バリオテッサー2.3-23mm F1.7-2.3（2004年） - ライカ判換算43-430mm。DCR-DVD101、DCR-HC30に内蔵。
- バリオテッサー2.5-62.5mm F1.8-3.2（2007年） - ライカ判換算36-900mm。DCR-DVD308、DCR-HC48、DCR-SR62に内蔵。
- バリオテッサー3.0-36mm F1.8-2.5（2005年） - ライカ判換算40-480mm。DCR-DVD203、DCR-HC41、DCR-HC46、DCR-SR60に内蔵。
- バリオテッサー3.2-32mm F1.8-2.3（2004年） - ライカ判換算38-380mm。DCR-DVD201、DCR-DVD301、DCR-HC40、DCR-PC109に内蔵。

### ソニーEマウント用
- バリオテッサーE16-70mmF4ZA（2013年発売） - APS-Cフォーマット対応。ライカ判換算24-105mm
- バリオテッサーFE16-35mmF4ZA（2014年発売）
- バリオテッサーFE24-70mmF4ZA（2013年発売）

### ソニープロジェクター用
- バリオテッサー18.7-33.7mmF2.54-3.53（2007年） - SXRDハイビジョンプロジェクター VPL-VW200に内蔵